# Alfons De Baecke
Alfons De Baecke (Oostkamp, 22 november 1871 - Brugge, 21 januari 1949) was burgemeester van Sint-Michiels.
De Baecke, die getrouwd was met Clementina Cassert, was van beroep meester-schilder.
Na de bevrijding van september 1944 werd hij tot burgemeester benoemd van de gemeente Sint-Michiels en vervulde dit ambt tot op het einde van 1946. Vanaf 1 januari 1947 werd hij opgevolgd door Michel Van Maele.
De gemeente eerde hem door zijn naam te verlenen aan een nieuw aangelegde straat.